# On-balance volume
On-balance volume (OBV) ist ein Indikator in der Chartanalyse, der Preis und Volumen beim Börsenhandel in Beziehung setzt. OBV steht für die Berechnung des kumulativen Gesamtvolumens beim Börsenhandel eines fungiblen Wirtschaftsgutes oder Indexes.

## Geschichte
Dieser Indikator wurde von Woods und Vignolia 1946 in einem Kurs vorgestellt und ursprünglich als cumulative volume bezeichnet. Joseph Granville (1923–2013) machte die Technik unter dem Namen on-balance volume mit seinem 1963 erschienenen Buch Granville's New Key to Stock Market Profits bekannt.

## Berechnung
{\displaystyle OBV_{t}=OBV_{t-1}+\left\{{\begin{matrix}Handelsvolumen&\mathrm {wenn} \ Schlusskurs_{t}>Schlusskurs_{t-1}\\0&\mathrm {wenn} \ Schlusskurs_{t}=Schlusskurs_{t-1}\\-Handelsvolumen&\mathrm {wenn} \ Schlusskurs_{t}<Schlusskurs_{t-1}\end{matrix}}\right.}
Das Handelsvolumen jedes Tages wird je nach Entwicklung des Schlusskurses im Vergleich zum Schlusskurs des Vortages als positiver oder negativer Wert ausgewiesen. Dieser Wert wird zum OBV des Vortages addiert, so dass ein niedrigerer (höherer) Schlusskurs zu einem sinkenden (steigenden) OBV im Vortagesvergleich führt. Daraus folgt, dass das OBV steigt, wenn die Preise des betrachteten Wirtschaftsgutes oder Indexes steigen, und fällt, wenn sie sinken.

## Interpretation
Die Berechnung ergibt, dass Maxima und Minima im Trend der Preisentwicklung von OBV und Preis zeitgleich erreicht werden.  Wenn sich OBV- und Preisextrema parallel bewegen wird dies als Bestätigung des aktuellen Preistrends interpretiert. Dies ist eine häufige Anwendung des Indikators.
Erreicht OBV ein nur niedrigeres Maximum als das vorangegangene, während der Preis ein gleich hohes oder höheres Maximum als zuvor erzielt, wird von einer negativen Abweichung gesprochen. Dies gilt als ein bearishes Signal, weil bei sinkenden Preisen mehr Volumen erreicht wurde als bei steigenden Preisen. Umgekehrt gilt das Erreichen höherer Minima des OBV bei weiter sinkendem Preis als Signal für einen einsetzenden Bullenmarkt.
Widerstände können im OBV-Chart genauso wie im Preischart als Frühindikatoren verwendet werden. Diese Durchbrüche werden als Signale, dass sich der Trend im OBV umkehrt verstanden und können weitere Signale für den Preis des betrachteten Wirtschaftsgutes oder Indexes erzeugen.

## Schwächen
Das On-Balance Volumen reagiert verzögert auf starke Veränderungen im Volumen. Zum Beispiel führen Handelsvolumensspitzen dazu, dass das OBV als kumulierter Wert anschließend eine Anpassungsperiode durchläuft während der die Aussagekraft eingeschränkt ist. War das Handelsvolumen in der Vergangenheit hoch und sinkt in der Folge, so ist die Entwicklung des OBV gedämpft und es wird schwieriger, Richtungsänderungen des Indikators zu erkennen. Steigt das Handelsvolumen plötzlich, so verändert sich das OBV auch bei nur wenig veränderten Preisen stark. Es gibt heute komplexere Handelsvolumen-Preisindikatoren, die Volatilität berücksichtigen und diese Schwäche dementsprechend nicht aufweisen.

## Weitere Indikatoren
Andere Handelsvolumen-Preisindikatoren:
- Money flow
- Price and volume trend
- Accumulation/distribution index